# Death Stranding 2: On the Beach
Death Stranding 2: On the beach es un videojuego de acción-aventura desarrollado por Kojima Productions y distribuido por Sony Interactive Entertainment. Es la secuela de Death Stranding (2019) y el segundo título del estudio tras su reapertura en 2016, siendo dirigida, escrita y producida por Hideo Kojima.
La obra cuenta con los mismos actores del primer juego, en donde Sam Porter Bridges (interpretado por Norman Reedus) y Fragile (Léa Seydoux) vuelven a tomar un papel relevante. A ellos se suma un nuevo reparto formado por Elle Fanning, Shioli Kutsuna, Luca Marinelli, Alastair Duncan, Alissa Jung y Debra Wilson, así como las apariciones especiales de los cineastas George Miller, Fatih Akin, Guillermo del Toro y Nicolas Winding Refn, estos dos últimos repitiendo los personajes que interpretaron en la primera entrega.
La historia transcurre principalmente en Australia, once meses después de los eventos del primer juego. El jugador controla nuevamente a Sam Porter Bridges, un porteador autónomo que, junto a sus compañeros, emprende una expedición por el continente australiano con el objetivo de conectar los asentamientos a la red de comunicaciones inalámbrica, conocida como red quiral, con la esperanza de evitar la extinción de la humanidad.
Kojima comenzó a escribir On the Beach poco antes de 2020, reescribiendo por completo la narrativa para reflejar el impacto de la pandemia de COVID-19 en la sociedad.  La existencia del proyecto fue insinuada por Norman Reedus en mayo de 2022, y oficialmente anunciada en diciembre del mismo año durante la Ceremonia de los Games Awards de 2022.
El juego fue lanzado en exclusiva para PlayStation 5 el 26 de junio de 2025, siendo recibido con gran entusiasmo por la crítica especializada La prensa destacó especialmente sus gráficos, la narrativa, la banda sonora, la mejora en los sistemas de combate y jugabilidad, así como las interpretaciones del reparto.

## Desarrollo y marketing
En mayo de 2022, Norman Reedus mencionó que había empezado a trabajar en la secuela de Death Stranding en una entrevista con la empresa Leo Edit,tras haber insinuado en anteriores ocasiones la posibilidad de continuar colaborando con Hideo Kojima. En esa entrevista recordó cómo «el juego salió, ganó todos estos premios y fue algo enorme», antes de reiterar que el equipo de desarrollo «acababa de comenzar la segunda parte». En respuesta, el escritor y director del juego, Hideo Kojima, publicó una serie de fotos en Twitter, donde se refería a Reedus y confirmaba la existencia del juego mientras le decía: «Ve a tu habitación privada, amigo». Posteriormente en ese año se realizaron teasers en redes sociales y numerosas exposiciones de juegos, anunciando la incorporación de Elle Fanning en el reparto de un nuevo juego de Kojima Productions.
El primer tráiler de Death Stranding 2 se reveló en los The Game Awards 2022, confirmando el regreso de los actores Léa Seydoux (Fragile) y Troy Baker (Higgs), y la incorporación de Shioli Kutsuna.
En su pódcast, llamado Brain Structure, Hideo Kojima mencionó que Death Stranding 2 no era una secuela al uso y que el avance de la tecnología le permitió hacer cosas que antes no podían: «La tecnología ha mejorado realmente en los últimos tres años. Cosas que antes eran imposibles ahora son posibles. Así que nos hemos estado desafiando mucho a nosotros mismos. No es una secuela al uso en ese sentido». Kojima escribió la historia completa del videojuego antes de la pandemia de COVID-19, pero después de vivirla, tuvo la sensación de que necesitaba reescribirla desde cero, porque las ideas que tenía en mente dejaron de tener sentido por lo que había experimentado la humanidad.
En el State of Play de enero de 2024, Kojima reveló un tráiler de 10 minutos con nueva información, como el personaje de Elle Fanning, la aparición de George Miller/Marty Rhone como Tarman y de Fatih Akin/Jonathan Roumie como Dollman. El rodaje y captura de movimiento se completaron en mayo del mismo año, declarando Kojima que el juego se encontraba en una "fase de ajuste" y que llevaría un año terminarlo.
El 9 de marzo de 2025 se anunció oficialmente con un nuevo tráiler la fecha de lanzamiento para el 26 de junio del mismo año en PlayStation 5. El tráiler confirmó la reaparición de Nicolas Winding Refn/Darren Jacobs como Heartman, personaje del primer juego, la adición de Luca Marinelli como Neil, Alissa Jung como Lucy, Alastair Duncan como El Presidente, y de Debra Wilson en el papel de Doctora. También se confirmó la participación de Woodkid como cocompositor de la banda sonora.

## Premios
Death Stranding 2: On the Beach fue nominado a los premios de juego más esperado de los Premios Golden Joystick en 2023 y de los Game Awards en 2024.